# Freud Museum (London)

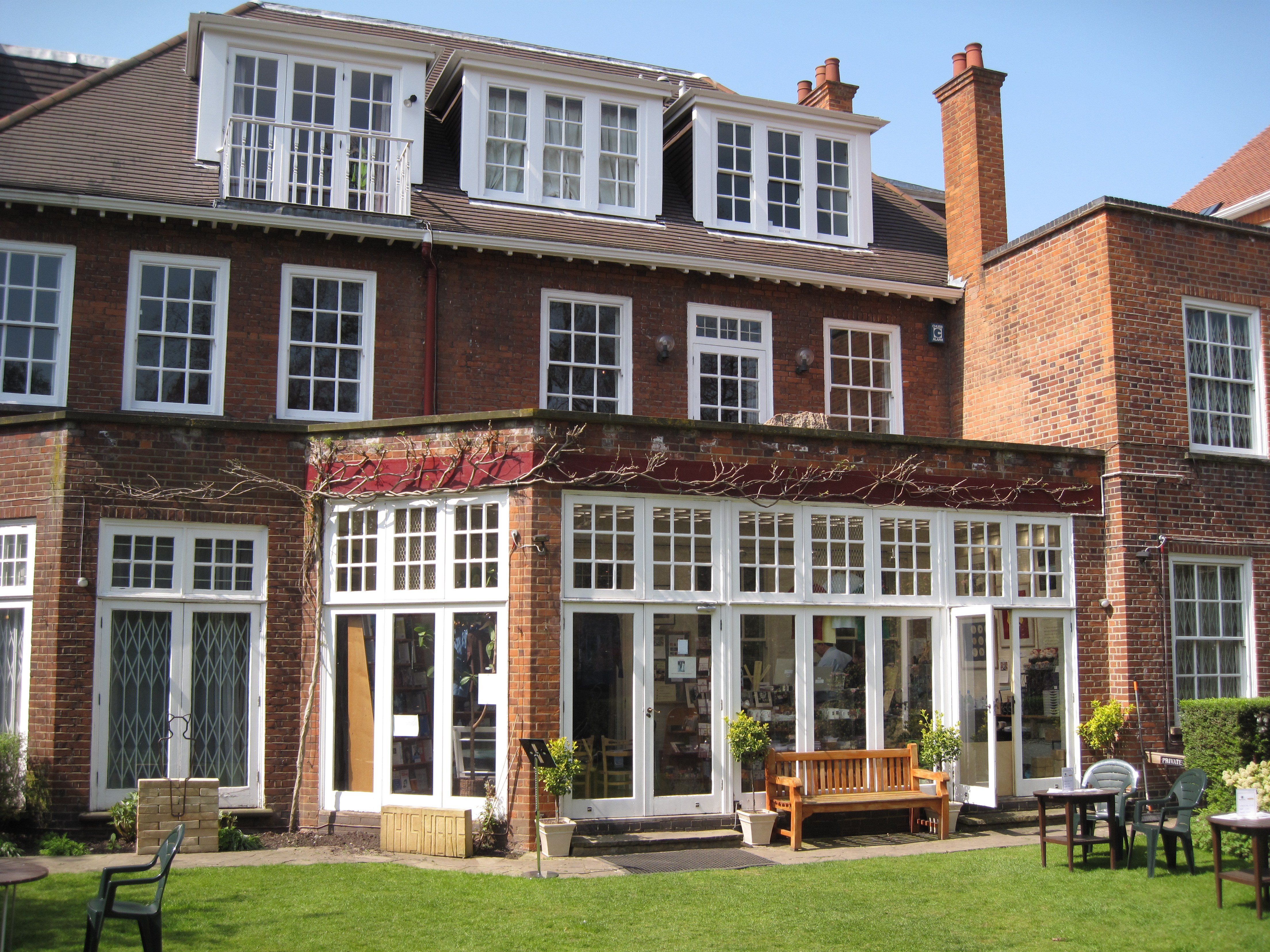
Freud Museum (Ansicht vom Garten)

Das Freud-Museum in London zeigt in der Exilwohnung der Familie Freud eine Ausstellung zu Leben und Werk des Begründers der Psychoanalyse, Sigmund Freud, und seiner Tochter Anna Freud. Es befindet sich an der Adresse 20 Maresfield Gardens im Stadtteil Hampstead.
Im Jahre 1938 floh Sigmund Freud mit der Unterstützung Marie Bonapartes aus seiner Heimatstadt. Er verließ Wien nach dem „Anschluss“ Österreichs an das von den Nationalsozialisten beherrschte Deutschland und reiste nach London, wo er im Haus 20 Maresfield Gardens in Hampstead, einem der am stärksten intellektuell geprägten Stadtteile Londons, bis zu seinem Tod im folgenden Jahr wohnte. Freuds Tochter Anna Freud, eine Pionierin der Kinderpsychoanalyse, lebte hier bis zu ihrem Tod 1982.

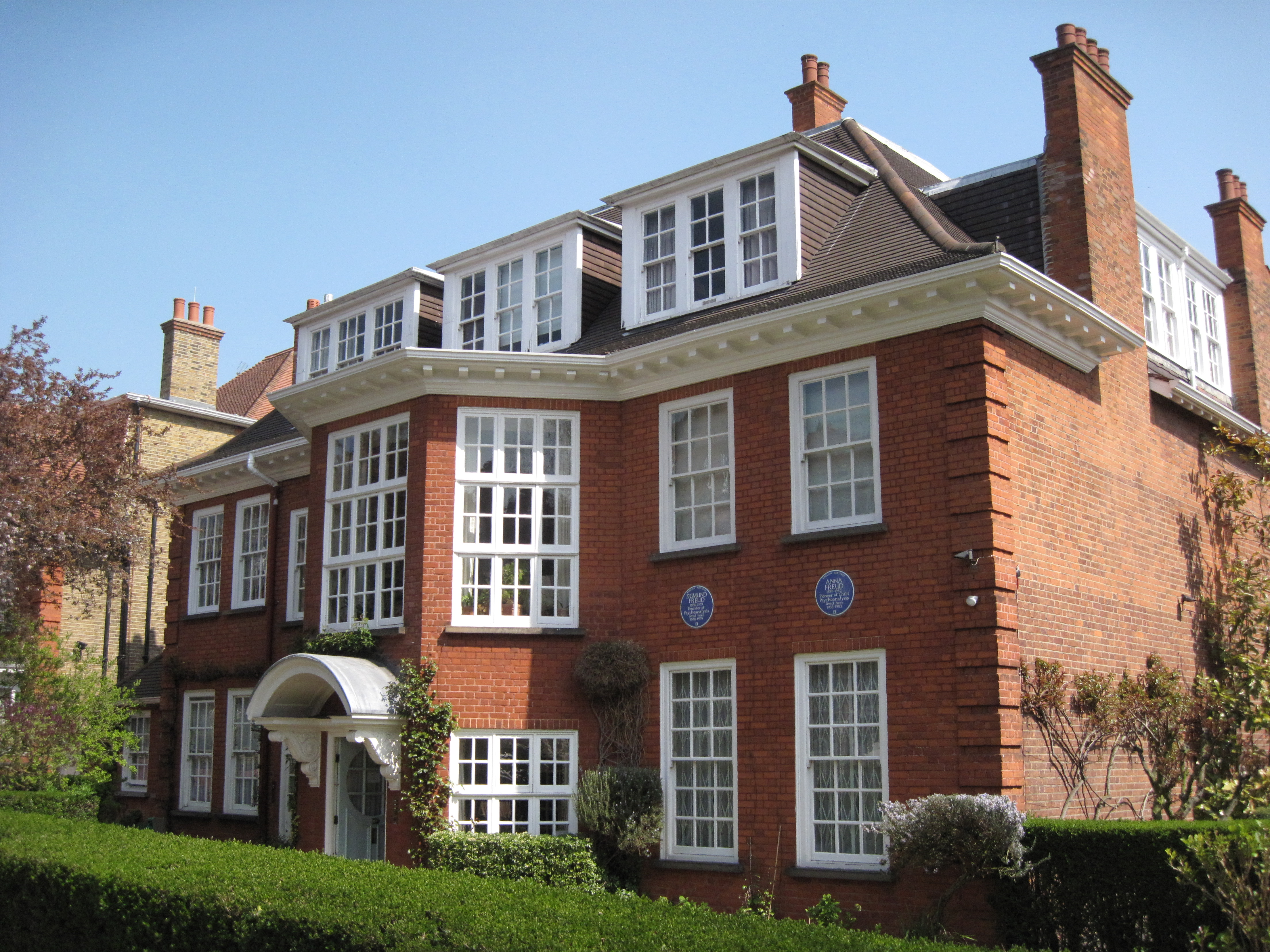
Freud Museum (Ansicht von der Straße)

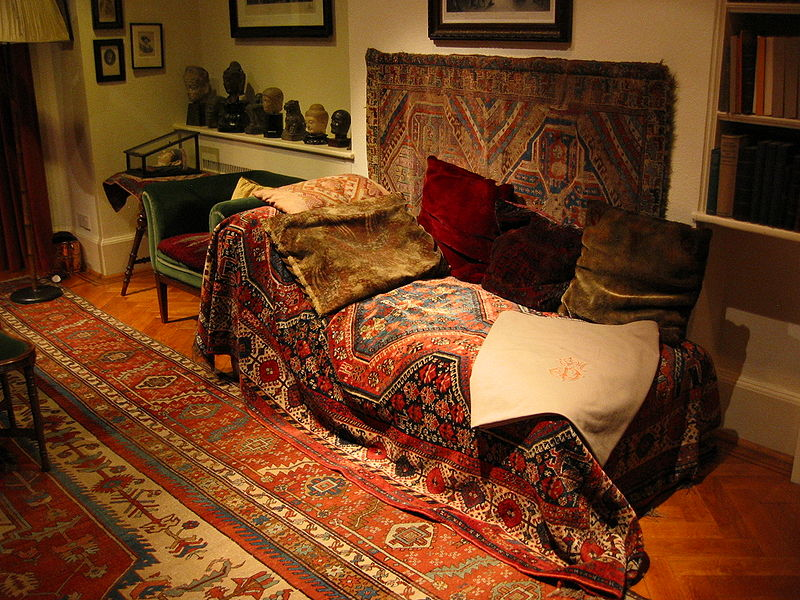
Freuds Behandlungscouch im Museum

Im Jahre 1974 nahm sich die Tochter von Dorothy Tiffany Burlingham, der Lebensgefährtin von Anna Freud, im Londoner Haus der Freuds durch eine Überdosis Schlaftabletten das Leben. Mary („Mabbie“) Burlingham war langjährige Patientin von Anna Freud. 1980 starb im ehemaligen Zimmer von Martha Freud die Arbeitskollegin Anna Freuds und Familienfreundin Marianne Kris, Tochter des seinerzeitigen Wiener Kinderarztes der Familie Freud, die zu einem Kongress nach London gefahren war.
Familie Freud konnte auf Grund der internationalen Bekanntheit Freuds und auf Grund der in Wien geleisteten Unterstützung durch Marie Bonaparte ihre Möbel und ihren Hausrat nach London mitnehmen. Das Prunkstück der Ausstellung im Museum ist die Couch, auf der Freuds Patienten während der analytischen Sitzungen lagen. Daneben gibt es Biedermeier-Truhen, Tische und Schränke sowie eine Sammlung bemalter österreichischer Bauernmöbel aus dem 18. und 19. Jahrhundert zu sehen. Das Museum besitzt auch Freuds Sammlung ägyptischer, griechischer, römischer und orientalischer Antiquitäten und seine Handbibliothek. Zur Sammlung gehört auch ein Porträt Freuds von Salvador Dalí.
Das Museum ist an drei Tagen pro Woche geöffnet. Es organisiert Forschungsprogramme und Veröffentlichungen und hat eine Abteilung, die Seminare, Konferenzen und spezielle Führungen durch das Museum organisiert. Es ist Mitglied in der Vereinigung The London Museums of Health and Medicine.
Es gibt zwei weitere bekannte Freud-Museen, das 1971 eröffnete Sigmund-Freud-Museum in Wien und ein 2006 eröffnetes in Freuds Geburtshaus in Příbor (Freiberg in Mähren) in Tschechien.